# 聯合國安全理事會第660號決議
联合国安理会第660号决议于1990年8月2日通过，内容为谴责伊拉克入侵科威特，并要求伊拉克立即无条件撤出科威特。
葉門代表呼吁伊拉克和科威特用谈判方式解决分歧 ，并感谢阿拉伯国家联盟的斡旋。前一天双方在沙特阿拉伯吉达的谈判以谈崩告终 。安理会还决定在必要的时刻再次举行会议，以确保当前决议得到执行。
决议获得14票赞成0反對下直接通过，也门代表未参加表决。